# Olga Schkabarnja
Olga Schkabarnja (russisch Ольга Шкабарня; * 1. August 1987 in Omsk) ist eine russische Schauspielerin, ehemalige Pornodarstellerin und Model.

## Leben
Bevor Olga Schkabarnja in dem Filmprojekt Dau mitwirkte, arbeitete sie in den Jahren 2005 und 2006 als Nacktmodel und Pornodarstellerin unter verschiedenen Pseudonymen. Außerdem betrieb sie in dieser Branche ein eigenes Label mit dem Titel Olga Diaries.

## Filmografie (Auswahl)
- 2019: Dau
- 2020: DAU. Natasha
- 2020: DAU. Degeneratsiya